# Међухана
Међухана је насеље у Србији у општини Блаце у Топличком округу. Према попису из 2022. било је 110 становника (према попису из 1991. било је 263 становника).

## Демографија
У насељу Међухана живи 169 пунолетних становника, а просечна старост становништва износи 51,0 година (48,2 код мушкараца и 53,8 код жена). У насељу има 70 домаћинстава, а просечан број чланова по домаћинству је 2,67.
Ово насеље је великим делом насељено Србима (према попису из 2002. године), а у последња три пописа, примећен је пад у броју становника.
|  |

| Демографија | Демографија | Демографија |
| Година      | Становника  | Становника  |
| ----------- | ----------- | ----------- |
| 1948.       | 493         |             |
| 1953.       | 538         |             |
| 1961.       | 429         |             |
| 1971.       | 356         |             |
| 1981.       | 302         |             |
| 1991.       | 263         | 253         |
| 2002.       | 187         | 196         |

| Етнички састав према попису из 2002.‍ | Етнички састав према попису из 2002.‍ | Етнички састав према попису из 2002.‍ | Етнички састав према попису из 2002.‍ | Етнички састав према попису из 2002.‍ |
| ------------------------------------ | ------------------------------------ | ------------------------------------ | ------------------------------------ | ------------------------------------ |
|                                      |                                      |                                      |                                      |                                      |
| Срби                                 | Срби                                 |                                      | 186                                  | 99,46%                               |
| непознато                            | непознато                            |                                      | 1                                    | 0,53%                                |

| Година пописа     | 1948. | 1953. | 1961. | 1971. | 1981. | 1991. | 2002. |
| ----------------- | ----- | ----- | ----- | ----- | ----- | ----- | ----- |
| Број домаћинстава | 91    | 94    | 96    | 92    | 89    | 81    | 70    |

| Број чланова      | 1  | 2  | 3 | 4 | 5 | 6 | 7 | 8 | 9 | 10 и више | Просек |
| ----------------- | -- | -- | - | - | - | - | - | - | - | --------- | ------ |
| Број домаћинстава | 23 | 20 | 7 | 8 | 4 | 5 | 3 | 0 | 0 | 0         | 2,67   |

| Пол    | Укупно | Неожењен/Неудата | Ожењен/Удата | Удовац/Удовица | Разведен/Разведена | Непознато |
| ------ | ------ | ---------------- | ------------ | -------------- | ------------------ | --------- |
| Мушки  | 81     | 17               | 56           | 7              | 1                  | 0         |
| Женски | 89     | 12               | 54           | 23             | 0                  | 0         |
| УКУПНО | 170    | 29               | 110          | 30             | 1                  | 0         |

| Пол    | Укупно                    | Пољопривреда, лов и шумарство | Рибарство                            | Вађење руде и камена | Прерађивачка индустрија       |
| ------ | ------------------------- | ----------------------------- | ------------------------------------ | -------------------- | ----------------------------- |
| Мушки  | 24                        | 7                             | 0                                    | 0                    | 5                             |
| Женски | 15                        | 2                             | 0                                    | 0                    | 6                             |
| УКУПНО | 39                        | 9                             | 0                                    | 0                    | 11                            |
| Пол    | Производња и снабдевање   | Грађевинарство                | Трговина                             | Хотели и ресторани   | Саобраћај, складиштење и везе |
| Мушки  | 0                         | 2                             | 2                                    | 0                    | 0                             |
| Женски | 0                         | 0                             | 2                                    | 0                    | 0                             |
| УКУПНО | 0                         | 2                             | 4                                    | 0                    | 0                             |
| Пол    | Финансијско посредовање   | Некретнине                    | Државна управа и одбрана             | Образовање           | Здравствени и социјални рад   |
| Мушки  | 0                         | 0                             | 5                                    | 0                    | 1                             |
| Женски | 0                         | 0                             | 2                                    | 2                    | 0                             |
| УКУПНО | 0                         | 0                             | 7                                    | 2                    | 1                             |
| Пол    | Остале услужне активности | Приватна домаћинства          | Екстериторијалне организације и тела | Непознато            | Непознато                     |
| Мушки  | 2                         | 0                             | 0                                    | 0                    | 0                             |
| Женски | 1                         | 0                             | 0                                    | 0                    | 0                             |
| УКУПНО | 3                         | 0                             | 0                                    | 0                    | 0                             |